# La Guerre des mondes (film, 2005, Hines)
Pour les articles homonymes, voir La Guerre des mondes (homonymie).
Pour plus de détails, voir Fiche technique et Distribution.
La Guerre des mondes (The War of the Worlds) est un film américain réalisé par Timothy Hines, sorti en 2005.

## Fiche technique
Sauf indication contraire, les informations mentionnées dans cette section peuvent être confirmées par la base de données cinématographiques IMDb,  présente dans la section « Liens externes ».
- Titre original : The War of the Worlds
- Réalisation : Timothy Hines
- Scénario : Timothy Hines et Susan Goforth, d'après l'œuvre de H. G. Wells
- Costumes : Cherelle Ashby
- Décors : Thorkild Ohmsford
- Musique : Jamie Hall
- Production : Susan Goforth
- Pays d'origine :  États-Unis
- Langue originale : anglais
- Format : couleur — 1.78:1
- Genre : science-fiction
- Durée : 179 minutes
- Dates de sortie :
  -  États-Unis : 14 juin 2005

## Distribution
- Anthony Piana : The Writer / The Brother
- Jack Clay : Ogilvy
- James Lathrop : The Artilleryman
- Darlene Sellers : Mrs. Elphinstone
- Susan Goforth : The Wife

## Autour du film
Sortie directement en DVD au mois de juin 2005, cette Guerre des mondes, très fidèle au roman d'origine La Guerre des mondes écrit en 1898 par H. G. Wells, est interprétée par des comédiens peu connus du grand public. Mais lors du lancement du projet en 2001, Michael Caine, Charlize Theron et Eric Stoltz reçurent et déclinèrent une offre pour jouer dans le film.